# Hisen Xhemaili
Hisen Xhemaili (mac. Хисен Џемаили; ur. 9 lutego 1976 w Wejcach) – północnomacedoński polityk i kartograf pochodzenia albańskiego, minister bez teki w pierwszym rządzie Zorana Zaewa.

## Życiorys
Ukończył szkołę podstawową w Wejcach oraz średnią w Tetowie, w 1999 roku ukończył studia na Uniwersytecie w Szkodrze.
Należał do grona założycieli Demokratycznego Związku na rzecz Integracji, należał do prezydium tej partii. W 2002 roku został zatrudniony w Ministerstwie Środowiska i Planowania Przestrzennego, gdzie był odpowiedzialny za projektowanie map topograficznych. Po czterech latach objął funkcję inspektora ds. środowiska gminy Tetowo. W wyniku wyborów parlamentarnych z 2008 roku uzyskał mandat do Zgromadzenia Republiki Macedonii z ramienia Demokratycznego Związku na rzecz Integracji, zasiadał w parlamencie do wygaśnięcia kadencji w 2011 roku.
W ramach wyborów samorządowych z 2013 roku objął funkcję przewodniczącego rady gminy Tetowo, którą piastował do 2017 roku. We wrześniu 2019 roku został ministrem bez teki w pierwszym rządzie Zorana Zaewa.